# Теопантлан
Теопантлан (исп. Teopantlán) — муниципалитет в Мексике, входит в штат Пуэбла.

## История
Город основан в 1921 году.